# 1870년 프랑스 국민투표
1870년 프랑스 국민투표는 1870년 5월 8일 치러진 헌법 개정에 관한 찬반투표로, 82.7% 찬성으로 통과된다

## 결과
| 1870년 헌법    | 1870년 헌법 | 1870년 헌법 |
| 찬성 또는 반대 | 득표수      | 득표율      |
| -------------- | ----------- | ----------- |
| 찬성           | 7,350,142   | 82.7%       |
| 반대           | 1,538,825   | 17.3%       |
| 총 득표수      | 9,001,942   | 100.00%     |
| 투표율         | 81.8%       | 81.8%       |

## 같이 보기
- 프랑스 제2제정
- 나폴레옹 3세
- 프랑스-프로이센 전쟁
- 프랑스 제3공화국